# Erik Schinegger
Erik Schinegger (ur. 19 czerwca 1948 w Agsdorf) – austriacki interpłciowy narciarz alpejski. Był mistrzem świata kobiet w narciarstwie alpejskim w 1966 r., w tym czasie był uznawany za kobietę i znany jako Erika Schinegger.

## Historia
Pochodzi z Karyntii. Przy urodzeniu przypisano mu płeć żeńską i był potem wychowywany jako dziewczyna. Od młodości uprawiał narciarstwo. W 1966 roku na zawodach w Portillo jako Erika Schinegger został mistrzem świata w zjeździe kobiet. Brał również udział z powodzeniem w Pucharze Świata w Saint-Gervais. Zajął pierwsze miejsce w slalomie gigancie. W 1996 roku decyzją FIS z 14 grudnia został zdyskwalifikowany i pozbawiony medalu oraz tytułu mistrzyni świata.
Podczas przygotowań do X Zimowych Igrzysk Olimpijskich w Grenoble został poddany gruntownym badaniom przez Międzynarodowy Komitet Olimpijski. Testy z 1967 roku wykazały, że jest osobą interpłciową, nie posiada wewnętrznych żeńskich narządów płciowych, ale ma niedorozwinięte narządy męskie. Wycofał wówczas swój start w olimpiadzie i ostatecznie zdecydował się żyć jako mężczyzna. Przeszedł tranzycję płciową, poddając się terapii korekty płci i zmieniając imię na Erik. Namawiany do występów w zawodach mężczyzn odmówił i wycofał się z wyczynowego uprawiania sportu. Po zakończeniu kariery sportowej został instruktorem narciarstwa. Ożenił się i został ojcem.
W 1988 roku opublikował autobiografię Mein Sieg über mich. Der Mann, der Weltmeisterin wurde. W 2005 roku został stworzony na jego temat film dokumentalny Erik(A).

## Osiągnięcia

### Mistrzostwa świata
| Miejsce | Dzień       | Rok  | Miejscowość | Konkurencja | Czas biegu  | Strata | Zwyciężczyni       |
| ------- | ----------- | ---- | ----------- | ----------- | ----------- | ------ | ------------------ |
| DSQ     | 14 sierpnia | 1966 | Portillo    | Zjazd       | 1:33,42 min | -      | Marielle Goitschel |

### Puchar Świata

#### Miejsca w klasyfikacji generalnej
- sezon 1966/1967: 6.

#### Miejsca na podium w zawodach
1. Schruns – 18 stycznia 1967 (zjazd) – 2. miejsce
2. Saint-Gervais – 28 stycznia 1967 (gigant) – 1. miejsce
3. Franconia – 10 marca 1967 (zjazd) – 2. miejsce
4. Vail – 19 marca 1967 (gigant) – 2. miejsce
5. Jackson Hole – 26 marca 1967 (gigant) – 2. miejsce